# 은대구
은대구(Anoplopoma fimbria)는 농어목 은대구과에 속하는 물고기이다. 몸길이는 보통 60~80cm지만 은대구 중에서 큰 것은 1m를 넘은 중대형 어류에 속한다.

## 특징과 먹이
은대구는 이름에 대구가 들어가지만 대구와는 달리 대구목이 아닌 농어목인 어류이다. 같은 친척인 큰은대구에 비해선 몸집이 작은 것도 은대구의 특징이다. 두개의 등지느러미를 가지고 있고 등과 옆면은 어두운 회색을 하고 있으며 배는 흰색을 하고 있다. 또한 친척인 큰은대구와는 달리 몸에 하얀 반점이나 줄무늬가 없다. 먹이로는 멸치, 청어, 정어리 등의 작은물고기들과 오징어와 같은 두족류와 갑각류를 잡아먹는 육식성의 어류에 속한다.

## 서식지와 어획
은대구는 주로 북부 태평양에서 서식하며 일본과 북아메리카에 주로 서식한다. 주로 150~200m에서 서식하지만 깊게는 300m~2700m의 깊은 심해에서도 서식하는 물고기이다. 은대구는 먹을 수가 있는 식용의 물고기로서 일본과 캐나다, 미국에선 은대구가 식용으로 이용되며 은대구의 요리는 매우 귀한 별미로 취급된다.

## 같이 보기
- 농어목
- 은대구과